# Список народных артистов Литовской ССР
Звание Народный артист Литовской ССР учреждено 26 апреля 1941 года. Ниже приведён список народных артистов Литовской ССР по годам присвоения звания. Всего этого звания были удостоены 126 человек. 

## 1940-е годы (1 человек)

### 1945 год
- Петраускас, Кипрас (1885―1968), оперный певец (тенор) (впоследствии народный артист СССР ― 1950)

## 1950-е годы (27 человек)

### 1950 год
- Содейка, Антанас (1890―1979), оперный певец (баритон)[1]

### 1953 год
- Юозапайтите, Мария (1912—1992), артистка балета

### 1954 год
- Кимантайте, Казимира Мартыновна (1909―1999), актриса театра и кино, театральный режиссёр
- Лауцюс, Юозас[лит.] (1893—1985), актёр театра и кино
- Орлов, Василий Александрович (1896—1974), актёр театра и кино, театральный режиссёр (впоследствии народный артист СССР ― 1960)
- Рудзинскас, Юозас Пранович (1904—1975), актёр театра и кино, театральный режиссёр
- Сипарис, Юозас Винцович (1894―1970), театральный режиссёр, актёр (впоследствии народный артист СССР ― 1954)
- Сташкевичюте, Александра (1899―1984), оперная певица (сопрано)

### 1955 год
- Галковский, Константин Михайлович (1875―1963), дирижёр, композитор[1][2]
- Келбаускас, Бронюс Юлианович (1904―1975), артист балета, балетмейстер

### 1956 год
- Биндокайте-Кернаускене, Елена Йоновна (1899―1990), актриса театра
- Вайнюнайте, Антанина Юозасовна (1896―1973), актриса театра
- Пинкаускайте, Потенция (1897—1984), актриса театра
- Холина, Ольга Михайловна (1897―1988), актриса театра

### 1957 год
- Даутартас, Йонас Йонович (1905―1984), дирижёр
- Сабаляускайте, Геновайте Константино (1923—2020), артистка балета (впоследствии народная артистка СССР ― 1964)
- Стасюнас, Йонас Антано (1919―1987), оперный певец (баритон) (впоследствии народный артист СССР ― 1964)

### 1959 год
- Вайнюнас, Стасис Андряус (1909―1982), пианист, композитор[1]
- Восилюте-Даугуветене, Петронеле Ионовна (1899―1986), актриса театра
- Головчинер, Виктор Яковлевич (1905―1961), театральный режиссёр
- Густайтис, Юозас[лит.] (1912—1990), театральный режиссёр, актёр
- Гутаускас, Казис Винцо[лит.] (1909―1995), оперный певец (лирико-драматический тенор)[1]
- Кубертавичюс, Пятрас (1897―1964), театральный режиссёр, актёр
- Кунавичюс, Генрикас Броняус (1925―2012), артист балета
- Миронайте, Моника Прановна (1913—2000), актриса театра[3]
- Свентицкайте, Тамара Модестовна (1922—2010), артистка балета
- Яцкевичюте, Галина Прановна (1911—1989), актриса театра

## 1960-е годы (24 человека)

### 1960 год
- Иванов, Лев Васильевич (1915—1990), актёр театра и кино
- Кавяцкас, Конрадас (1905―1996), дирижёр, композитор[1]
- Каросас, Юозас Юргио (1890―1981), дирижёр, композитор[1]
- Лингис, Юозас Йонович (1919―1984), артист балета, балетмейстер (впоследствии народный артист СССР ― 1970)

### 1962 год
- Будрюнас, Антанас Мато (1902―1966), композитор

### 1963 год
- Раманаускас, Йонас (1912—1996), артист цирка

### 1964 год
- Генюшас, Римас (1920―2012), дирижёр[1]
- Грибаускас, Йозас Юргевич (1906―1964), оперный режиссёр[1]
- Гривицкас, Витаутас Винцо[лит.] (1925—1990), артист балета, балетмейстер
- Кленицкис, Абелис Рувимович[лит.] (1904―1990), дирижёр, композитор[1]
- Красильников, Борис Александрович (1914―1981), актёр театра
- Мариёшюс, Романас Антано (1914―1980), оперный певец (баритон)
- Саулявичюте, Эляна (1927—2006), оперная певица (сопрано)[1]
- Сипарис, Римантас Юозович (1927—1990), оперный певец (бас)[1]
- Чудакова, Елена Вениаминовна[лит.] (1925―1973), оперная певица (колоратурное сопрано)[1]

### 1965 год
- Бабкаускас, Бронюс Адомович (1921—1975), актёр театра и кино[4]
- Бальсис, Эдуардас Косто (1919―1984), композитор[1] (впоследствии народный артист СССР ― 1980)
- Банис, Генрикас Антано (1927―1986), артист балета
- Гинейка, Альфонсас Иозович[лит.] (1915―1996), артист цирка
- Мильтинис, Юозас (1907—1994), актёр театра и кино, театральный режиссёр[5] (впоследствии народный артист СССР ― 1973)
- Рачюнас, Антанас (1905―1984), композитор[1]

### 1966 год
- Юзелюнас, Юлюс (1916―2001), композитор[1]

### 1967 год
- Норейка, Виргилиус-Кястутис Леоно (1935—2018), оперный певец (тенор)[6] (впоследствии народный артист СССР ― 1970)

## 1970-е годы (30 человек)

### 1970 год
- Купстайте, Лидия[лит.] (1920—1999), актриса театра
- Ливонт, Александр Шлёмович (1920—1974), скрипач[1]
- Паска, Стасис (1920—1981), актёр театра и кино
- Шилгалис, Костас Казио[лит.] (1923—1994), оперный певец (баритон)[1]
- Юкна, Стяпас Казио (1910—1977), актёр театра и кино

### 1971 год
- Гринцявичюте, Беатриче Андреевна[лит.] (1911―1988), оперная певица (сопрано)[1]
- Даунорас, Вацловас Винцо (1937—2020), оперный певец (бас)[1] (впоследствии народный артист СССР ― 1986)

### 1973 год
- Банионис, Донатас Юозович (1924—2014), актёр театра и кино, театральный режиссёр[7] (впоследствии народный артист СССР ― 1974)
- Ванцевичюс, Генрикас (1924—2014), театральный режиссёр (впоследствии народный артист СССР ― 1978)
- Рапалиене, Станислава[лит.] (1922—1991), оперная певица (сопрано)

### 1974 год
- Бартусявичюс, Владас[лит.] (1927—1982), дирижёр
- Бледис, Вацловас (1920—1999), актёр театра и кино, театральный режиссёр[8]
- Домаркас, Юозас Юозо (р. 1936), дирижёр[1] (впоследствии народный артист СССР ― 1986)
- Канява, Эдвардас Стасевич (р. 1937), оперный певец (баритон) (впоследствии народный артист СССР ― 1979)
- Паулаускас, Эугениюс Стасевич (1927—2018), скрипач
- Сондецкис, Саулюс (1928—2016), дирижёр (впоследствии народный артист СССР ― 1980)

### 1975 год
- Адамкявичюс, Валентинас Ионович[лит.] (1925―1976), оперный певец (драматический тенор)[1]
- Амбразайтите, Ниёле Винцовна (1939―2016), оперная певица (меццо-сопрано) (впоследствии народная артистка СССР ― 1977)

### 1976 год
- Каваляускас, Йонас Йонович (1920―2007), актёр театра и кино
- Клова, Витаутас Юлионо (1926―2009), композитор
- Трусов, Николай Иванович (1920―2000), актёр театра

### 1977 год
- Варнайте, Регина (р. 1927), актриса театра и кино
- Раманаускене, Ядвига (1920—2007), артистка цирка

### 1978 год
- Айрапетьянц, Григорий Аршакович (1926—2022), дирижёр, композитор
- Алекса, Йонас Дайнюс[лит.] (1939—2005), дирижёр
- Грицюс, Йонас (1928—2021), кинооператор

### 1979 год
- Адомайтис, Регимантас Вайтекович (1937—2022), актёр театра и кино[9] (впоследствии народный артист СССР ― 1985)
- Бараускас, Балис[лит.] (1929—2003), актёр театра и кино
- Иноземцев, Артём Михайлович (1929—2001), актёр театра и кино[10]
- Кураускас, Генрикас (1929—1993), актёр театра и кино

## 1980-е годы (44 человека)

### 1980 год
- Апанавичюте, Гражина Прановна (1940—2019), оперная певица (сопрано)[1]
- Ашкеловичюте, Леокадия Викторовна (1939―2024), артистка балета
- Куприс, Винцентас[лит.] (1937—2022), оперный певец (бас)[11]
- Лаурушас, Витаутас (1930—2019), композитор[1]
- Сталилюнайте, Рута (1938—2011), актриса театра и кино[12]

### 1981 год
- Жалакявичюс, Витаутас Пранович (1930—1996), кинорежиссёр, сценарист[13]
- Масюлис, Альгимантас Ионович (1931—2008), актёр театра и кино[14]

### 1982 год
- Будрайтис, Юозас Станиславас (р. 1940), актёр театра и кино[15]
- Паукште, Витаутас Ионович (1932―2022), актёр театра и кино[16]

### 1983 год
- Гедрис, Марийонас Винцович (1933―2011), кинорежиссёр, киноактёр, сценарист
- Дигрис, Леопольдас (1934―2025), органист, пианист
- Каукайте, Гедре[лит.] (р. 1943), оперная певица (сопрано)
- Куджма, Витаутас[лит.] (р. 1946), артист балета, балетмейстер
- Росенас, Арнас[лит.] (1933―2002), актёр театра

### 1984 год
- Поташинский, Хаим (1924—2009), пианист, дирижёр
- Раудоникис, Альгимантас (1934—2023), композитор

### 1985 год
- Горбульский, Беньямин Яковлевич (1925―1986), композитор
- Гудавичюс, Юозас[лит.] (1926—2008), танцор, балетмейстер
- Зданавичюте, Регина (1925―2015), актриса театра и кино[17]
- Йозенас, Антанас[лит.] (1927—2014), дирижёр
- Канцлерис, Витаутас[лит.] (1925—1997), актер театра и кино
- Катилюс, Раймондас Казевич (1947―2000), скрипач
- Крогертас, Адольфас[лит.] (1928—1988), дирижёр
- Пяулокас, Пранас (1945―2008), актёр театра и кино, театральный режиссёр
- Ясюнайте, Ирена[лит.] (1925—2021), оперная певица (меццо-сопрано)

### 1986 год
- Милькявичюте, Ирена[лит.] (р. 1947), оперная певица (сопрано)
- Норейка, Лаймонас Леоно (1926—2007), актёр театра и кино[18]
- Петров, Иван Петрович (1926—2012), театральный режиссёр
- Прудников, Владимир Владимирович[лит.] (р. 1949), оперный певец (бас)
- Радзявичюс, Пятрас[лит.] (р. 1939), альтист
- Чярняускайте-Бараускене, Мария[лит.] (1931—2019), актриса театра

### 1987 год
- Баландите, Гражина (1937—2020), актриса театра и кино[19]
- Будрюс, Пранцишкус[лит.] (р. 1938), бирбинист
- Гайдис, Повилас (1937—2021), актёр театра и кино[20]
- Виржонис, Витаутас[лит.] (1930—2010), дирижёр
- Маликонис, Юозас[лит.] (р. 1941), оперный певец (бас)
- Плешките, Эугения Юозовна (1938—2012), актриса театра и кино
- Шмитас, Гядминас[лит.] (1927—2023), оперный певец (баритон)

### 1988 год
- Багдонас, Владас (р. 1949), актёр театра и кино
- Зельчюс, Леонардас Александрович (1928—2015), актёр театра и кино[21]
- Карка, Гедиминас (1922—1991), актёр театра и кино[22]
- Някрошюс, Эймунтас (1952—2018), театральный режиссёр
- Рекашюс, Антанас Винцо[лит.] (1928—2003), композитор
- Тамулявичюте, Даля[лит.] (1940—2006), театральный режиссёр